# Васкес, Себастьян
Себастья́н Родри́го Ва́скес Майда́на (исп. Sebastián Rodrigo Vázquez Maidana; род. 4 ноября 1980, Сан-Рамон, Канелонес) — уругвайский футболист, полузащитник клуба «Рентистас». В 2005 году сыграл в одном товарищеском матче за национальную сборную Уругвая.

## Биография
Васкес начал профессиональную карьеру в 2000 году в составе «Рентистаса» из Монтевидео. В 2003 году перешёл в «Ливерпуль» из Монтевидео. В 2005 году стал игроком «Насьоналя», с которым выиграл 2 чемпионских титула и участвовал в Кубке Либертадорес. В 2007 году перешёл в аргентинский «Эстудиантес», ставший чемпионом турнира Апертура 2006 года.
28 августа 2007 года подписал контракт с одесским «Черноморцем». В своём дебютном сезоне в Высшей лиге Украины сыграл 22 матча и забил 4 гола. Зимой 2009 года на правах аренды вернулся в «Ливерпуль» Монтевидео. 23 июня 2009 года вернулся в «Черноморец», отыграл за команду первую половину сезона 2009/10. В начале 2010 года Васкес был отдан в аренду израильскому «Бейтару».
В июле 2010 года, став свободным агентом, Васкес вернулся в Уругвай и подписал контракт с клубом «Данубио». Однако в новом клубе не задержался надолго, в январе 2011 года он был отправлен в аренду в «Ханчжоу Гринтаун», представляющий Суперлигу Китая по футболу. Сделка была рассчитана на два года.
В сезоне 2011/12 выступал за «Серро-Ларго», в августе 2012 года перешёл в «Пеньяроль».

## Достижения
- Чемпион Уругвая (3): 2005, 2005/06, 2009